# Barrit Sogn
Barrit Sogn er et sogn i Hedensted Provsti (Haderslev Stift).
I 1800-tallet var Vrigsted Sogn anneks til Barrit Sogn. Begge sogne hørte til Bjerre Herred i Vejle Amt. Barrit-Vrigsted sognekommune blev ved kommunalreformen i 1970 indlemmet i Juelsminde Kommune, der ved strukturreformen i 2007 indgik i Hedensted Kommune.
I Barrit Sogn ligger Barrit Kirke og herregården Barritskov.
I sognet findes følgende autoriserede stednavne:
- Barrit (bebyggelse)
- Barrit Station (bebyggelse)
- Barrithule (bebyggelse)
- Barritlund (bebyggelse)
- Barritskov By (bebyggelse)
- Barrittykke (bebyggelse)
- Breth (bebyggelse, ejerlav)
- Breth Surmose (bebyggelse)
- Brølbæk (bebyggelse)
- Gramtange (bebyggelse)
- Hovedsbanke (bebyggelse)
- Korsbækdal (bebyggelse)
- Lavrsgård (bebyggelse)
- Over Barrit (bebyggelse, ejerlav)
- Staksrode (bebyggelse, ejerlav)
- Søkær (bebyggelse)